# 拿利·高爾
拿利·高爾（Larnell James Cole，1993年3月9日—）是英格蘭的職業足球運動員，司職中場，現時效力Radcliffe F.C.。

## 外部連結
- 足球数据库：拿利·高爾的球员统计数据